# سث گیبل
سث گیبل (انگلیسی: Seth Gabel؛ زادهٔ ۳ اکتبر ۱۹۸۱) بازیگر آمریکایی است. او برای ایفای نقش لینکلن لی در مجموعۀ تلویزیونی فرینج، کاتن ماتر در مجموعۀ سیلم و آدرین مور در جراحی پلاستیک شناخته شده‌است. او نوه برادر مارتین گابل است.

## فیلم‌شناسی

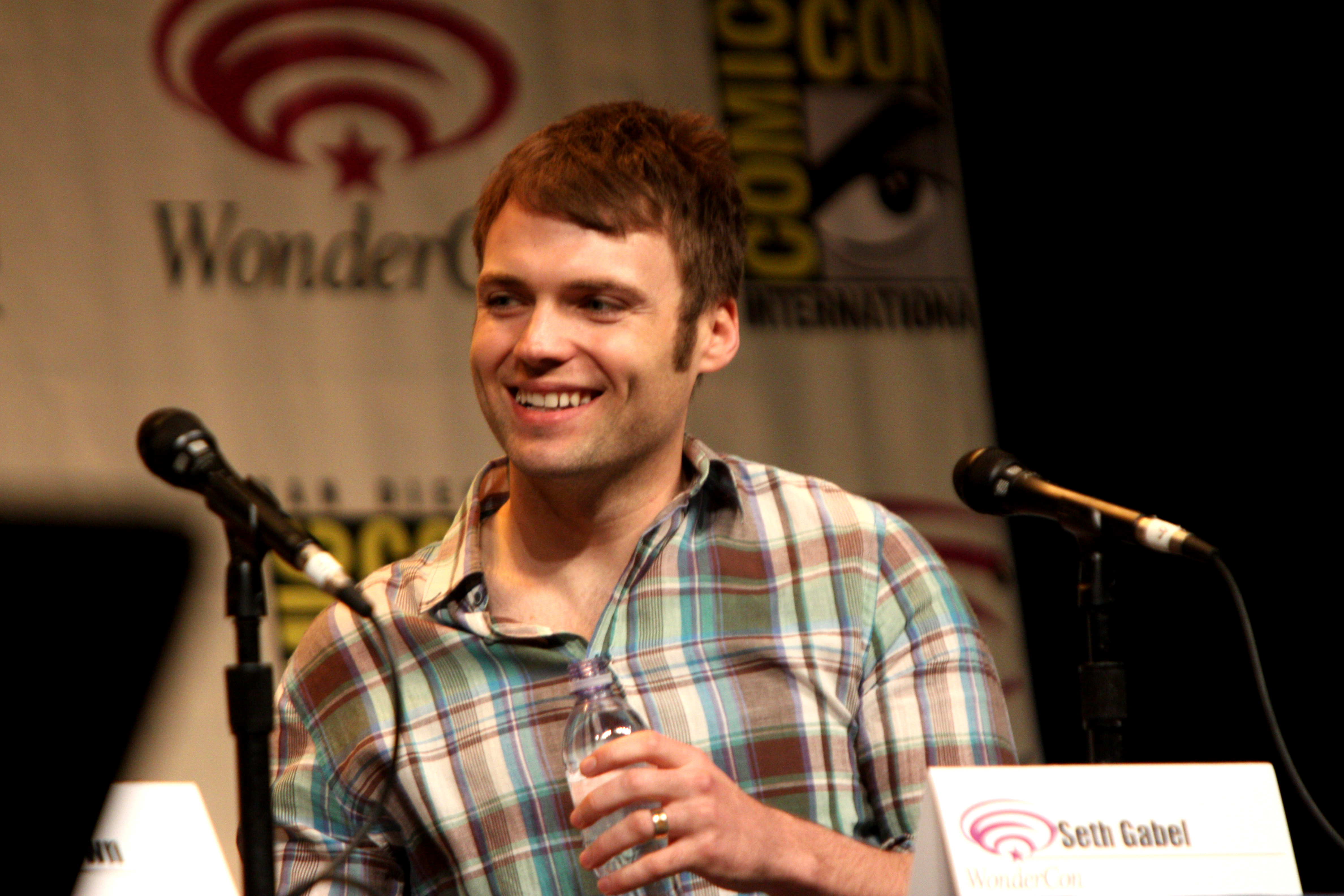
گیبل در واندرکان ۲۰۱۲

### فیلم
| سال  | عنوان             | نقش             | یادداشت |
| ---- | ----------------- | --------------- | ------- |
| ۲۰۰۱ | ذهن زیبا          | دانشجوی هاروارد |         |
| ۲۰۰۲ | بچه قورباغه       | مایک            |         |
| ۲۰۰۶ | رمز داوینچی       | مایکل           |         |
| ۲۰۱۰ | جونا هکس          | مشاور           |         |
| ۲۰۱۱ | امشب منو ببر خونه | برنت تافورد     |         |

### تلویزیون
| سال       | عنوان                           | نقش          | یادداشت                                             |
| --------- | ------------------------------- | ------------ | --------------------------------------------------- |
| ۲۰۰۲      | سکس و سیتی                      | ملوان        | قسمت: «لنگرها را بکشید»                             |
| ۲۰۰۴      | جراحی پلاستیک                   | آدرین مور    | ۵ قسمت                                              |
| ۲۰۰۵      | نظم و قانون: واحد قربانیان ویژه | گرت پری      | قسمت: «بازی»                                        |
| ۲۰۱۳–۲۰۱۰ | فرینج                           | لینکلن لی    | نامزد–جایزه ساترن بهترین بازیگر مرد مهمان تلویزیونی |
| ۲۰۱۳      | ارو                             | کنت ورتیگو   | ۳ قسمت                                              |
| ۲۰۱۷–۲۰۱۴ | سیلم                            | کاتن ماتر    |                                                     |
| ۲۰۱۶–۲۰۱۵ | داستان ترسناک آمریکایی: هتل     | جفری دامر    | ۲ قسمت                                              |
| ۲۰۱۷      | نابغه: اینشتین                  | میکله بسو    | ۶ قسمت                                              |
| ۲۰۱۸      | نابغه: پیکاسو                   | گیوم آپولینر | قسمت: «بخش ۱»                                       |
| ۲۰۱۹      | میلیاردرها                      | جان رایس     |                                                     |